# Görög juhar
A görög juhar vagy török juhar (Acer heldreichii) a szappanfavirágúak (Sapindales) rendjébe és a szappanfafélék (Sapindaceae) családjába tartozó faj.

## Elterjedése
A Balkán, Anatólia és a Kaukázus kevert, örökzöld és lombhullató erdeiben található meg. Két alfaját különítik el:
- balkáni juhar – Acer heldreichii subsp. heldreichii Orph. ex Boiss. – Balkán.
- kaukázusi juhar – Acer heldreichii subsp. trautvetteri (Medwed.) E.Murray – Anatólia, Kaukázus. (Ezt egyes források önálló fajnak tekintik Acer trautvetteri Medwed. néven.)

## Leírása
Terebélyes, 15 méter magas lombhullató fa. Kérge világosszürke, sima. Levelei tenyeresen, a lemez közepéig osztottak, 15 cm hosszúak és 20 cm szélesek. Ötkaréjúak, durván fogazott szélűek, felszínük fénylő sötétzöld, sima. Fonákjuk kékeszöld, az érzugokban szőrös. Lemezük ősszel sötét aranysárgára, hosszú levélnyelük pedig pirosra színeződik. A virágok aprók és sárgák. Felálló fürtjeik tavasszal, a leveleket rejtő élénkpiros rügypikkelyek kibomlásával egy időben nyílnak. A termés ikerlependék, széles, 5 cm-es élénkvörös termésszárnyai párhuzamosan állnak. Díszes termései miatt nagyon mutatós fa.

## Képek

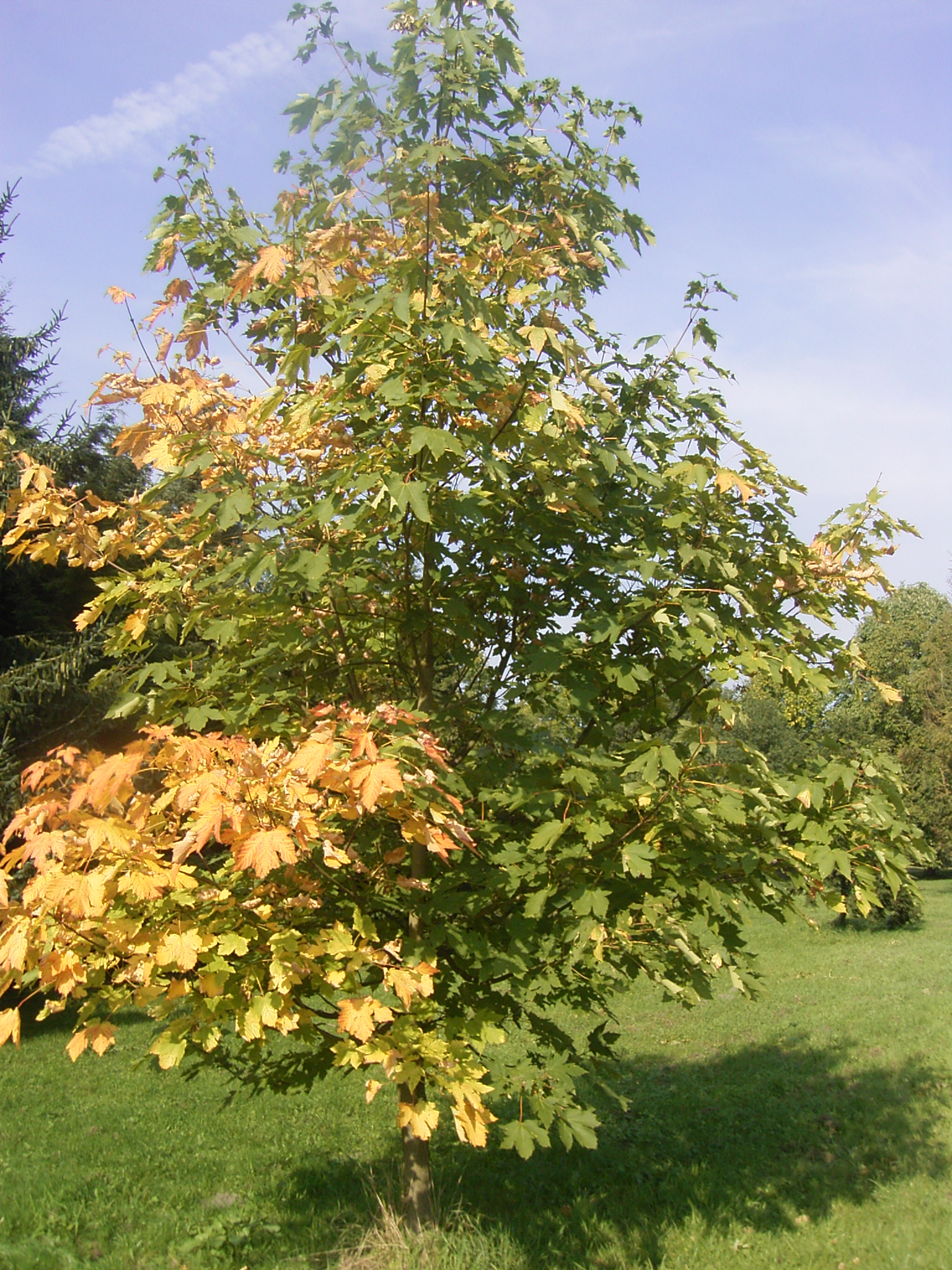
Habitusa
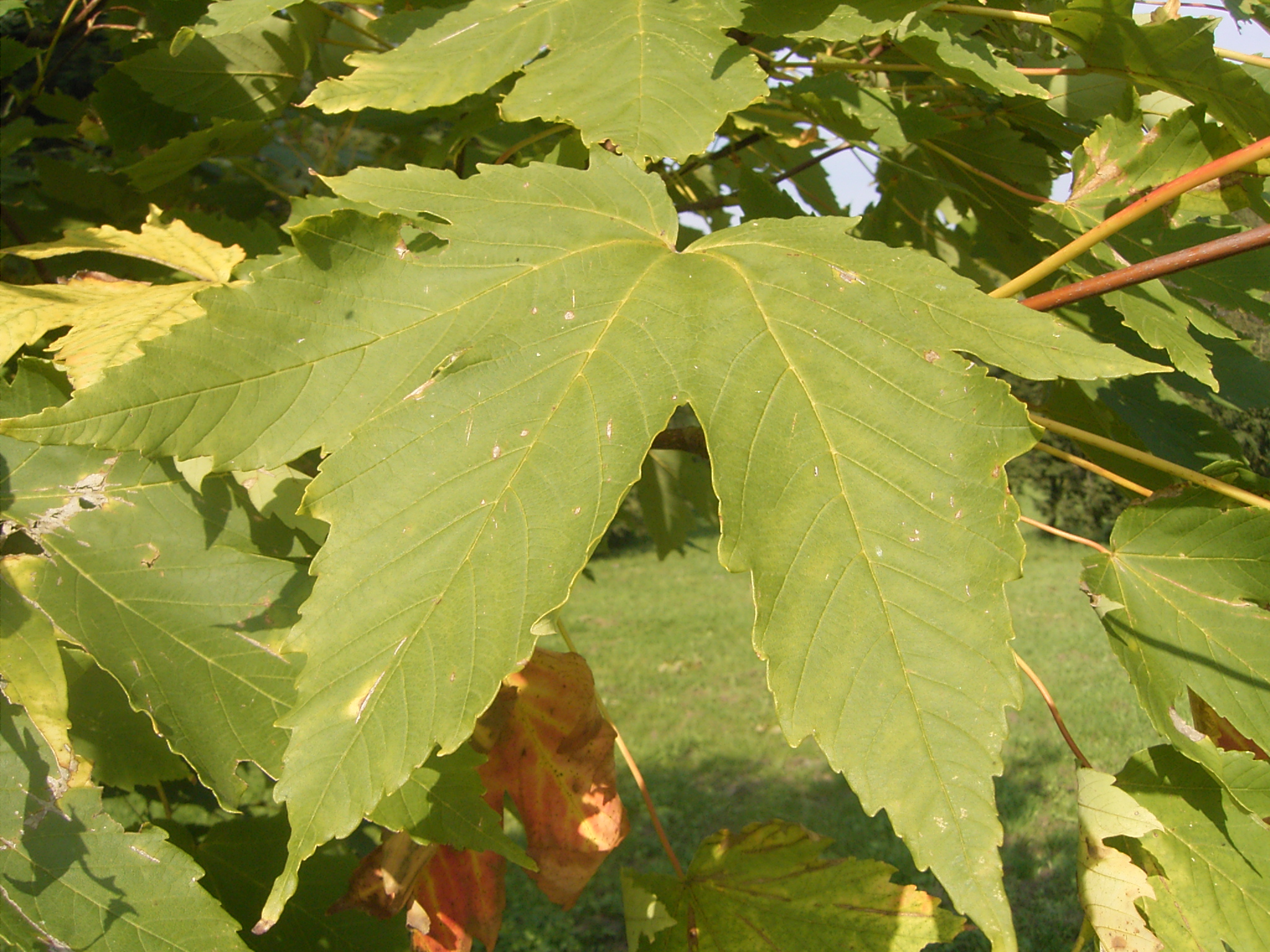
A. h. subsp. heldreichii levele
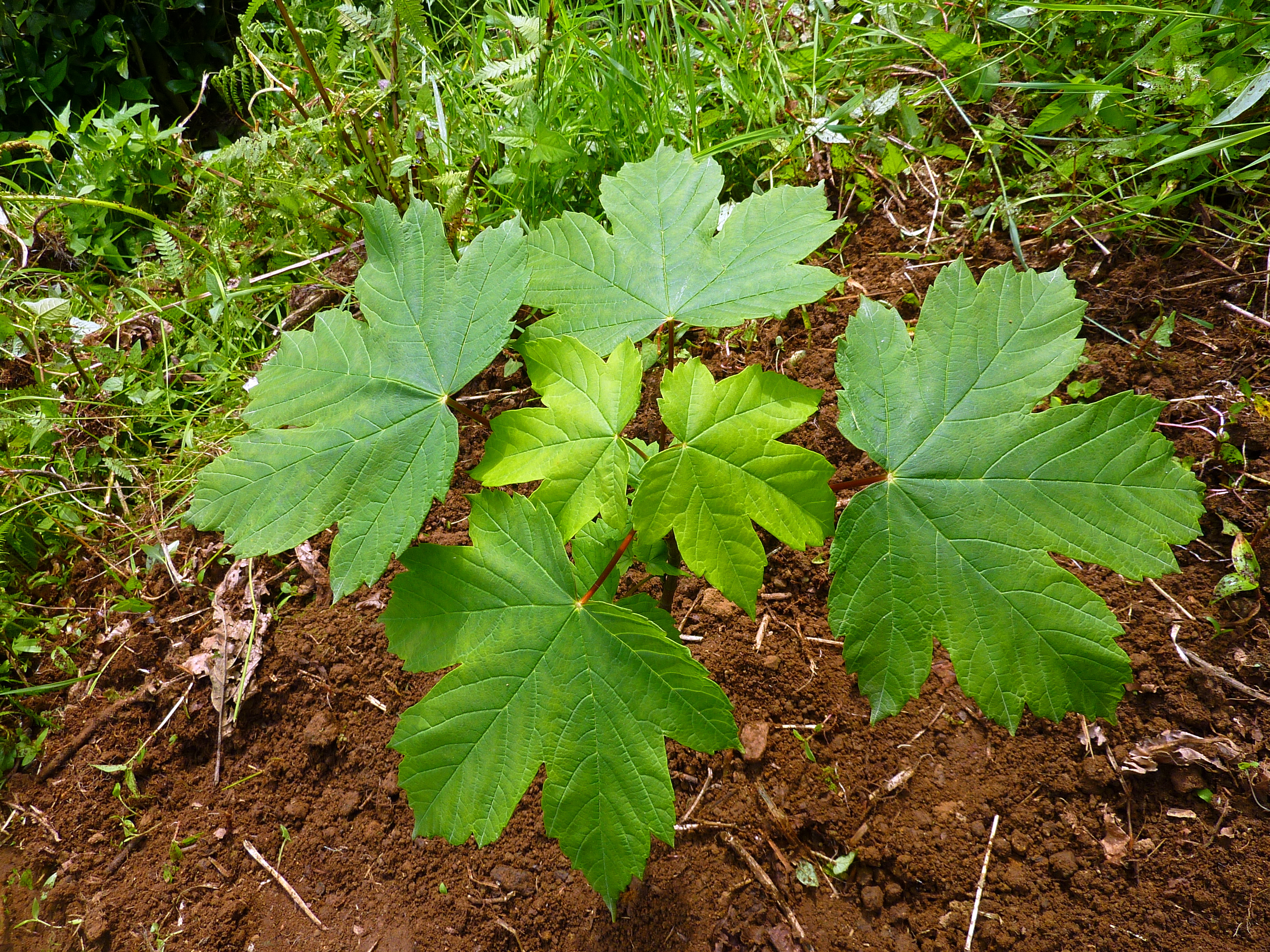
Fiatal A. h. subsp. trautvetteri